# Cody Legebokoff
Cody Legebokoff, né le 21 janvier 1990, est un tueur en série canadien, reconnu coupable en 2014 par la Cour suprême de la Colombie-Britannique d'avoir assassiné trois femmes et une adolescente. 
Les événements sont survenus entre 2009 et 2010 dans la ville et dans les environs de Prince George. Il est l'un des plus jeunes tueurs en série condamnés au Canada et son procès a attiré l'attention de tout le pays.

## Biographie
Cody Alan Legebokoff est né le 21 janvier 1990. Il a été élevé à Fort St. James, une ville rurale de Colombie-Britannique. Ses amis et les membres de sa famille l'ont décrit comme un jeune homme populaire. Il a, par exemple, brillé au hockey sur glace et, selon son entourage, il n'avait aucun penchant pour la violence. Legebokoff avait un casier judiciaire lorsqu'il était mineur, mais n'était pas considéré comme dangereux par la police.
Après avoir obtenu son diplôme à l’école secondaire de Fort St. James, il a vécu brièvement à Lethbridge avant de déménager à Prince George. À cette période, il partageait un appartement avec trois amis proches et travaillait chez un concessionnaire Ford. Dans ses temps libres, il fréquentait le site canadien de réseau social Nexopia, en utilisant le pseudonyme « 1CountryBoy ».

### Arrestation de 2010
Le 27 novembre 2010, vers 21 h 45, l’agent Aaron Kehler, de la Gendarmerie royale du Canada, a vu Legebokoff conduire son camion sur la route 27 de la British Columbia Highway à partir d’un chemin forestier éloigné. Selon son rapport, le camion GMC de 2004 roulait à une vitesse irrégulière. L'agent a été interpellé par ce comportement bizarre et a décidé d'intercepter le véhicule pour un contrôle. Il était étrange et même suspect que quelqu'un soit sur cette route, notamment si tard dans ce mois de novembre glacial. Il a d’abord pensé que le conducteur avait dû faire du braconnage.
Un deuxième agent de la GRC s'est joint à Kehler. En s'approchant du véhicule, les policiers ont constaté qu'il y avait des traces de sang sur le visage et le menton de Legebokoff, ainsi que sur ses jambes. Il y avait aussi une flaque de sang sur le tapis du conducteur. Les agents ont déclaré qu'en fouillant la camionnette, ils ont découvert des outils et divers objets aussi recouverts de sang, ainsi qu'un sac à dos dans lequel un portefeuille contenait une carte d'hôpital pour enfants au nom de Loren Leslie. Quand on l'a interrogé sur le sang sur lui, Legebokoff aurait prétendu qu'il était en train de braconner et d'avoir matraqué un chevreuil parce que : « Je suis un plouc, c'est ce que nous faisons pour le plaisir ». Le camion ne contenait pas de carcasse de cerf.
Les agents ont arrêté Legebokoff en vertu de la Loi sur la faune du Canada et ont appelé un agent de protection de la nature ayant des compétences en matière de pistage des animaux. Le gardien a tracé les traces de pneus du véhicule de Legebokoff sur la route et dans la neige fraîchement tombée. Il a ainsi trouvé des traces de pas menant au corps de Loren Donn Leslie. Après l'arrestation de Legebokoff pour la mort de Leslie, des analyses d'ADN l'ont associé à la mort de Jill Stacey Stuchenko, Cynthia Frances Maas et Natasha Lynn Montgomery. La Couronne a déclaré que Stuchenko, Montgomery et Maas avaient travaillé dans le commerce du sexe. Legebokoff était accro à la cocaïne et a eu recours à des travailleurs du sexe pour se procurer la drogue.

### Victimes
- Jill Stacey Stuchenko, mère de six enfants, âgée de 35 ans, vue pour la dernière fois le 9 octobre 2009. Elle a été retrouvée morte quatre jours plus tard dans une gravière de la banlieue de Prince George, en Colombie-Britannique[7].
- Natasha Lynn Montgomery, 23 ans, mère de deux enfants, vue pour la dernière fois le 31 août ou au début du 1er septembre 2010. Son corps n'a jamais été retrouvé, mais son ADN a ensuite été confirmé dans des échantillons prélevés dans l'appartement de Legebokoff [7].
- Cynthia Frances Maas, 35 ans, vue pour la dernière fois le 10 septembre 2010. Son corps a été retrouvé dans un parc de Prince George le mois suivant. Maas est décédée des suites d'un traumatisme contondant à la tête et de plaies pénétrantes. Elle avait un trou dans l'omoplate, une mâchoire et une pommette fracturées et une blessure au cou qui faisait penser que quelqu'un l'avait piétiné[7].
- Loren Donn Leslie, 15 ans, a été assassinée le 27 novembre 2010[8]. Leslie était beaucoup plus jeune que les autres victimes et aurait rencontré Legebokoff en ligne sur le site Web Nexopia. Elle était légalement aveugle, ayant un œil complètement aveugle et 50 % de vision dans l'autre[9]. Leslie est inscrite sur la liste des victimes de meurtre découvertes le long de Highway of Tears dans le nord de la Colombie-Britannique[10].

## Procès
Le procès de Legebokoff sur quatre chefs d'accusation de meurtre au premier degré devait initialement commencer en septembre 2013, mais a été reporté une première fois d'un mois jusqu'en octobre 2013, puis de nouveau jusqu'en juin 2014. Legebokoff a plaidé non coupable des quatre accusations de meurtre. Le juge et 12 jurés ont entendu le témoignage de 93 témoins de la Couronne et de l'accusé.
Legebokoff a déclaré lors du procès qu'il était impliqué dans trois des décès mais a affirmé qu'il n'avait pas commis les meurtres. Il a allégué qu'un véritable trafiquant de drogue et deux complices, qu'il ne nommerait que X, Y et Z, étaient les meurtriers. Les procureurs n'ont pas accepté la tentative de plaider coupable à la moindre accusation de meurtre au deuxième degré.

## Conséquences

### Verdict
Legebokoff a été reconnu coupable de quatre meurtres au premier degré le 11 septembre 2014.

### Détermination de la peine
Le 16 septembre 2014, Legebokoff a été condamné à une peine d'emprisonnement à perpétuité sans possibilité de libération conditionnelle avant 25 ans. En outre, le juge de la Cour suprême de la Colombie-Britannique, Glen Parrett, l'a ajouté au registre national des délinquants sexuels, compte tenu des agressions sexuelles commises dans le cadre des meurtres et de la dégradation apparente du corps des victimes par Legebokoff. « Il n'a ni empathie ni remords », a déclaré Parrett à propos du tueur. « Il ne devrait plus jamais être autorisé à marcher parmi nous »

### Appel
En février 2015, Legebokoff a fait une demande d'appel en raison de décisions défavorables au changement de lieu et à la représentation légale du défendeur. En septembre 2016, les trois juges de la Cour d'appel de la Colombie-Britannique ont souscrit à la décision du juge initial et le verdict de culpabilité est conservé.

## Héritage
L'affaire Legebokoff et Loren Leslie est traitée dans le documentaire de 2015 Highway of Tears. L'écrivain floridien JT Hunter a décrit Legebokoff dans le livre The Country Boy Killer: L'histoire vraie de Cody Legebokoff, le tueur en série chez les adolescentes au Canada , publié en 2015.